# Töte Amigo
Töte Amigo (Originaltitel: Quién sabe? spanisch für Wer weiß?; englischer Titel: A Bullet for the general [Eine Kugel für den General]) ist ein Italo-Western von Damiano Damiani aus dem Jahre 1966 mit Gian Maria Volonté in der Hauptrolle. Die Rahmenhandlung legt dabei die Mexikanische Revolution fest. Die Rebellion kämpft gegen die mexikanische Regierung.

## Handlung
Der undurchsichtige US-Amerikaner Bill Tate schließt sich während eines Eisenbahnüberfalls absichtlich der Bande von El Chuncho an, die ihm den Namen El Niño gibt. Sie rauben Waffen, um sie an die Revolutionäre unter der Führung von General Elias zu verkaufen. Chuncho gibt zwar vor, an die Revolution zu glauben, doch steht für ihn die eigene Bereicherung im Vordergrund. 
Gemeinsam mit El Niño überfallen sie mehrere militärische Stellungen und erbeuten viele Waffen. Danach fahren sie in die Kleinstadt San Miguel, deren Einwohner gegen ihren ausbeuterischen Großgrundbesitzer Don Felipe revoltieren. Sie stürmen das Haus von Don Felipe, erbeuten dort ein Maschinengewehr und erschießen ihn. Ein Scharfschützengewehr wird El Niño geschenkt. Danach trennt sich die Bande, da Chuncho offenbar bis auf Weiteres in San Miguel bleiben will, wo er bewundert wird. Sein Bruder El Santo bleibt bei ihm, die meisten anderen machen sich mit El Niño auf den Weg zu General Elias. Ohne Chunchos Wissen nehmen sie auch das Maschinengewehr mit. Als Chuncho das erfährt, reitet er wutentbrannt hinterher und erreicht die anderen in dem Moment, wo sie die Waffen übergeben wollen und von Soldaten angegriffen werden. Die meisten kommen in der Schießerei ums Leben.
Auf dem weiteren Weg zu General Elias erkrankt El Niño schwer an Malaria. Als Chuncho in dessen Tasche nach Chinin sucht, entdeckt er eine goldene Patrone, was zunächst nicht weiter wichtig scheint.
Nach Ankunft im Lager bietet General Elias zunächst 5000 Pesos für die Waffen, teilt jedoch Chuncho gleich darauf mit, San Miguel sei von den Soldaten massakriert worden, nachdem er die Stadt im Stich gelassen habe. Chuncho sieht sein Fehlverhalten ein und fügt sich zerknirscht in  sein Todesurteil, möchte jedoch von seinem eigenen Bruder, dem fanatischen revolutionären Geistlichen El Santo, hingerichtet werden, der das Massaker in San Miguel überlebt hat.
El Niño hat sich derweil in einen Hinterhalt verkrochen, aus dem er General Elias erschießen kann. Zusätzlich aber schießt er El Santo nieder, um Chuncho zu retten. Dass die Kugel, die den General tödlich traf, aus Gold bestand, wird bekannt und dient einerseits El Niño gegenüber seinen Auftraggebern zum Beweis, dass er seinen Auftragsmord erfolgreich ausgeführt hat, andererseits weiß Chuncho dadurch, dass er von El Niño nur benutzt wurde, um General Elias zu finden. Seine Zuneigung schlägt in blanken Hass um.
Sobald El Niño für den Mord an General Elias 100.000 Pesos kassiert hat, wird er von Chuncho aufgesucht, der ihn erschießen will. Doch hat El Niño bereits die Hälfte des Kopfgeldes für Chuncho zurückgelegt, was er als Versöhnung betrachtet – so viel Geld hätte Chuncho mit Waffenraub niemals verdient. Chuncho ist hin- und hergerissen, entscheidet sich zunächst für den Reichtum, lässt sich als reicher Mann einkleiden und will mit Niño via Eisenbahn in die USA reisen. Doch als Niño sich am Bahnhof erst rücksichtslos vor die wartenden Mexikaner drängelt und ihm wenig später beim Einsteigen in den Zug gut gelaunt erzählt, wie er ihn trickreich manipuliert hat, um in die Nähe des Generals geführt zu werden, zieht Chuncho plötzlich einen Revolver, entschuldigt sich bei Niño für das, was folgt, und schießt mehrmals auf ihn. Die letzten Worte Chunchos an seinen sterbenden Partner lauten: „Fahr zurück in deine Vereinigten Staaten!“

## Kritiken
„Ein harter und kompromißloser Italowestern mit zynischen Grundtönen, der die Exzesse einer blindwütigen Revolution ebenso ungeschminkt darstellt wie die Erbarmungslosigkeit einer Gewaltherrschaft. Spannend inszeniert und gut gespielt.“

„Das Verhältnis zwischen Rebell, Revolutionär und Nordamerikaner steht modellhaft auch für heutige revolutionäre Situationen in Lateinamerika. Der Nordamerikaner, ein Abbild jener in Lateinamerika so unheilvoll aktiven CIA-Agenten, wird schließlich vom Rebellenführer El Chuncho erschossen, als dieser seinen ausbeuterischen und rassistischen Charakter durchschaut.“

## Hintergrund
Damiani lehnte die Bezeichnung „Western“ für seinen Film ab, da er diese Bezeichnung nur für Filme, die innerhalb der protestantischen amerikanischen Kultur spielen, akzeptiere, und sprach von seinem Film als „einem politischen Film, kein Western“.
Rainer Werner Fassbinder widmete seinen ersten Spielfilm Liebe ist kälter als der Tod unter anderem den beiden Hauptfiguren dieses Filmes.